# Leopold Sulovský
Leopold Sulovský (* 1. května 1954 Nový Jičín) je český horolezec a politik. 17. května 1991 se stal prvním Čechem, který vystoupil na Mount Everest. V 90. letech patřil do evropské horolezecké špičky a účastnil se několika mezinárodních expedic. Na svém kontě má řadu prvovýstupů.
V senátních volbách v roce 2012 kandidoval v obvodu č. 71 – Ostrava-město za hnutí Ostravak. Vyhrál ziskem 58,52 % hlasů ve druhém kole. Podruhé kandidoval do Senátu v senátních volbách v roce 2018, opět v obvodu č. 71 – Ostrava-město za hnutí Ostravak. Ve druhém kole vyhrál se ziskem 59,89 % hlasů.

## Biografie
Studoval SPŠ stavební ve Valašském Meziříčí a Vysoké učení technické v Brně, obor pozemní stavitelství. Patnáct let pracoval pro Vítkovické stavby Ostrava. Kromě horolezectví se věnuje sjezdovému lyžování, výtvarnému umění a architektuře.
Horolezectví se Sulovský věnoval od mládí. V roce 1975 byl český reprezentant a následně v letech 1976–1980 reprezentoval Československo. V 70. letech také zažívá první velké horolezecké úspěchy – např. v roce 1976 zdolal švýcarský Matterhorn (4 478 m), cestou bratří Schmidtů na severní stěně, v roce 1977 zlezl Mont Blanc (4 808 m).
V 80. letech začal Leopold Sulovský vyrážet do větších hor (Pamír, Himálaj, Ťan-Šan), při kterých zlezl některé významné vrcholy. V roce 1981 to byla hora Nandá Dévi (7 816 m), v roce 1985 Pik Lenina (7 134 m) a Pik Komunizma (7 495 m). V roce 1990 vystoupil na Dhaulágirí (8 167 m). V roce 1991 vystoupil na Mount Everest, za což dostal ocenění Horolezec roku. Tentýž titul získal i v roce 1993 za výstup na Makalu (8 463 m) alpským stylem a v roce 1996 mu byl udělen titul Výstup roku za výstupy na tři vrcholy za 30 dní. Jednalo se o Island Peak (Imja Tse, 6 173 m), Ama Dablam (6 812 m) a Pumori (7 145 m), opět vše alpským stylem.
V roce 2007 vedl úspěšnou expedice na K2 (vrcholu dosáhl jediný člen expedice Libor Uher) a Broad Peak (vrcholu dosáhli Zdeněk Hrubý, Radim Slíva a Pavol Lupták).
Je ženatý a má dvě dospělé děti.

### Výstup na Mount Everest
O výstup na Mount Everest se neúspěšně pokoušel už v roce 1987. Na druhou výpravu se vydal s italskou expedicí v květnu 1991. Ještě před samotným výstupem Sulovského se k vrcholu vypravili jiní dva členové expedice – Fausto di Stefani a Juliano de Marki. Di Stefani však ve výšce 8 350 metrů začal mít střevní potíže, přestaly mu fungovat ledviny a omrzly ruce i nohy. Sulovský po americké výpravě našel fixní lana a s nimi s pomocí i švédské expedice stahovali nemocného Stefaniho dolů.
Pro druhý pokus o výstup byli vybráni Sulovský a italský horolezec Battista Bonali. Sulovský se na vrchol dostal jako první za špatné viditelnosti, mrazu 40 °C a prakticky v bezvětří 17. května 1991 v 16 hodin 25 minut. Šlo o prvovýstup přes Nortonův kuloár v severní stěně. Na vrcholu strávil asi 45 minut, když čekal na Bonaliho a potkal se zde s novozélandským horolezcem Mikem Perrym. Stal se tak prvním Čechem, který tuto horu zdolal. Za výstup byl oceněn titulem Horolezec roku a dodnes se jedná o nejhodnotnější český výstup na Everest. Bonali zahynul v roce 1993 na Huascaránu.
První (Čecho)slováci, kteří vystoupili na Mount Everest, byli 15. října 1984 Zoltán Demján a Jozef Psotka, který při sestupu zahynul. Do roku 2012 na vrchol vystoupilo dalších deset českých horolezců.

## Výčet výstupů a expedic
- 1976 Matterhorn (4 478 m) – cesta bratří Schmidtů v severní stěně
- 1977 Mont Blanc (4 808 m) – cesta Kamikadze
- 1980 Piz Badile (3 308 m) – prvovýstup Velkým koutem v severozápadní stěně
- 1981 Nandá Déví (7 816 m) – prvovýstup v severní stěně
- 1985 Pamír, Pik Lenina (7 134 m), Pik Komunizma (7 495 m)
- 1987 Mount Everest (8 849 m) – neúspěšný pokus o prvovýstup v jihozápadní stěně, dosažená výška 8 200 metrů
- 1988 Chan Tengri (7 010 m), pohoří Ťan-Šan (Kyrgyzstán)
- 1988 Annapurna (8 091 m) člen úspěšné expedice, prvovýstup západní stěnou, dosažená výška 7 600 m
- 1990 Dhaulágirí (8 167 m) – klasickou švýcarskou cestou severovýchodním hřebenem
- 1991 Mount Everest (8 849 m) – prvovýstup přes Nortonův kuloár v severní stěně
- 1991 Yalung Kang (8 505 m, západní vrchol Kančendžengy) – pokus o sólovýstup jižní stěnou, dosažená výška 8 200 metrů
- 1993 Makalu (8 463 m) – pokus o prvovýstup západní stěnou, dosažená výška 7 600 m, vrchol dosažen alpským stylem klasickou francouzskou stěnou
- 1994 Šiša Pangma (8 027 m) – vedoucí expedice, pokus o prvovýstup v JZ stěně, dosažená výška 7 275 m
- 1996 Island Peak (6 173 m), Ama Dablam (6 812 m) a Pumori (7 145 m): tři vrcholy za 30 dní, na Pumori prvovýstupem v jižní stěně
- 1997 Nanga Parbat (8 125 m) – pokus o výstup alpským stylem Rupalskou stěnou (Schellova cesta); dosažená výška 7 400 m
- 1999 Čo Oju (8 153 m) – pokus o výstup alpským stylem po klasické cestě západní cestou; dosažená výška 7 200 m
- 2005 K2 (8 611 m) – vedoucí výpravy, neúspěšný pokus, dosažená výška 7 400 metrů
- 2007 K2 (8 611 m) – vedoucí úspěšné výpravy (Libor Uher stanul na vrcholu jako druhý Čech), dosažená výška Leopolda Sulovského 7 900 metrů
- 2010 Lhoce (8 516 m)

## Politické působení
V komunálních volbách v roce 2006 byl jako nestraník za SNK ED zvolen zastupitelem městského obvodu Moravská Ostrava a Přívoz. Na kandidátce byl původně na 7. místě, ale vlivem preferenčních hlasů skončil první (strana přitom v městském obvodu získala 2 mandáty). Mandát zastupitele městské části pak obhájil ve volbách v roce 2010 jako nestraník za hnutí Ostravak (opět se posunul ze 7. místa kandidátky na místo první), ve volbách v roce 2014 jakožto členu hnutí Ostravak se mu však již obhajoba nepodařila (byl až na 18. místě kandidátky). Ani ve volbách v roce 2018 neuspěl. V komunálních volbách v roce 2022 kandidoval do Zastupitelstva městského obvodu Moravská Ostrava a Přívoz z 13. místa kandidátky hnutí Ostravak, ale neuspěl.
V komunálních volbách v roce 2010 se také stal jako nestraník za hnutí Ostravak zastupitelem města Ostravy. Ve volbách v roce 2014 již jako člen hnutí Ostravak mandát obhájil. Na kandidátce byl původně na 8. místě, vlivem preferenčních hlasů se posunul na místo první. Také ve volbách v roce 2018 obhájil jako člen hnutí Ostravak post zastupitele města. Na kandidátce byl původně opět na 8. místě, vlivem preferenčních hlasů se tentokrát posunul na druhé místo. V komunálních volbách v roce 2022 kandidoval do zastupitelstva Ostravy z 10. místa kandidátky hnutí Ostravak, ale neuspěl.
Ve volbách do Senátu PČR v roce 2012 kandidoval jako nestraník za hnutí Ostravak v obvodu č. 71 – Ostrava-město. První kolo těsně vyhrál a ve druhém kole porazil kandidáta ČSSD starostu městského obvodu Ostrava-Jih Karla Sibinského poměrem hlasů 58,52 % : 41,47 %.
Ve volbách do Senátu PČR v roce 2018 obhajoval svůj senátorský mandát za hnutí Ostravak v obvodu č. 71 – Ostrava-město. Se ziskem 24,82 % hlasů vyhrál první kolo voleb a ve druhém kole se utkal s nestraníkem za hnutí ANO 2011 Ivem Gondkem. Toho porazil poměrem hlasů 59,89 % : 40,10 %, a zůstal tak senátorem.
V Senátu je členem Senátorského klubu Starostové a nezávislí, Výboru pro hospodářství, zemědělství a dopravu, Podvýboru pro sport Výboru pro vzdělávání, vědu, kulturu, lidská práva a petice, je také místopředsedou Mandátového a imunitního výboru.
Ve volbách do Senátu PČR v roce 2024 obhajoval za hnutí Ostravak mandát senátora v obvodu č. 71 – Ostrava-město. Podporovala jej také koalice SPOLU (tj. ODS, KDU-ČSL a TOP 09). Se ziskem 20,28 % hlasů sice skončil na 2. místě, ale senátorem se už v prvním kole stal Martin Bednář. Post senátora tak neobhájil.